# 박재일
박재일(朴才一, 1938년 10월 28일 ~ 2010년 8월 19일)은 대한민국의 사회운동가, 농민운동가, 생협운동가이다.

## 생애
- 1938년 10월 28일 : 경상북도 영덕군 남정면 사암2구에서 부친 박근찬(朴根贊)과 모친 신남출(申南出) 사이에서 둘째 아들로 출생.
- 1947년 ~ 1959년 영덕군 남정면 남정초등학교, 포항시 흥해면 흥해중학교, 대구 경북고등학교 졸업.
- 1960년 4월 서울대학교 문리대학 지리학과 입학.
- 1965년 3월 고향에서 이옥련과 결혼.
- 1969년 8월  원주 진광중학교 영어교사를 함.
- 1982년 가톨릭농민회 제6대 전국회장에 선임.
- 1986년 12월 4일 서울 제기동 1192번지 1층에 한살림농산
- 1988년 2월 소비자협동조합중앙회 3대 회장 선출.
- 1988년 4월 21일 한살림공동체소비자협동조합 창림.
- 1994년 2월 사단법인한살림으로 명칭 변경 및 대표로 취임.
- 2009년 1월 위암 선고.
- 2010년 2월 한살림 명예회장으로 일선에서 물러남
- 2010년 8월 19일 : 73세를 일기로 사망. 묘소는 충북 괴산군 청천면 삼송리 690-1.

## 관련 서적
- 모심과살림연구소, 《스무 살 한살림 세상을 껴안다-한살림 20년의 발자취》, 도서출판한살림, 2006
- 모심과살림연구소, 《죽임의 문명에서 살림의 문명으로-한살림선언다시읽기》, 도서출판한살림, 2010
- 김성희, 《살리는 사람 농부》, 도서출판한살림, 2014
- 김선미, 《한살림 큰농부-인농 박재일 평전》, 도서출판한살림, 2017